# Urban Thelen

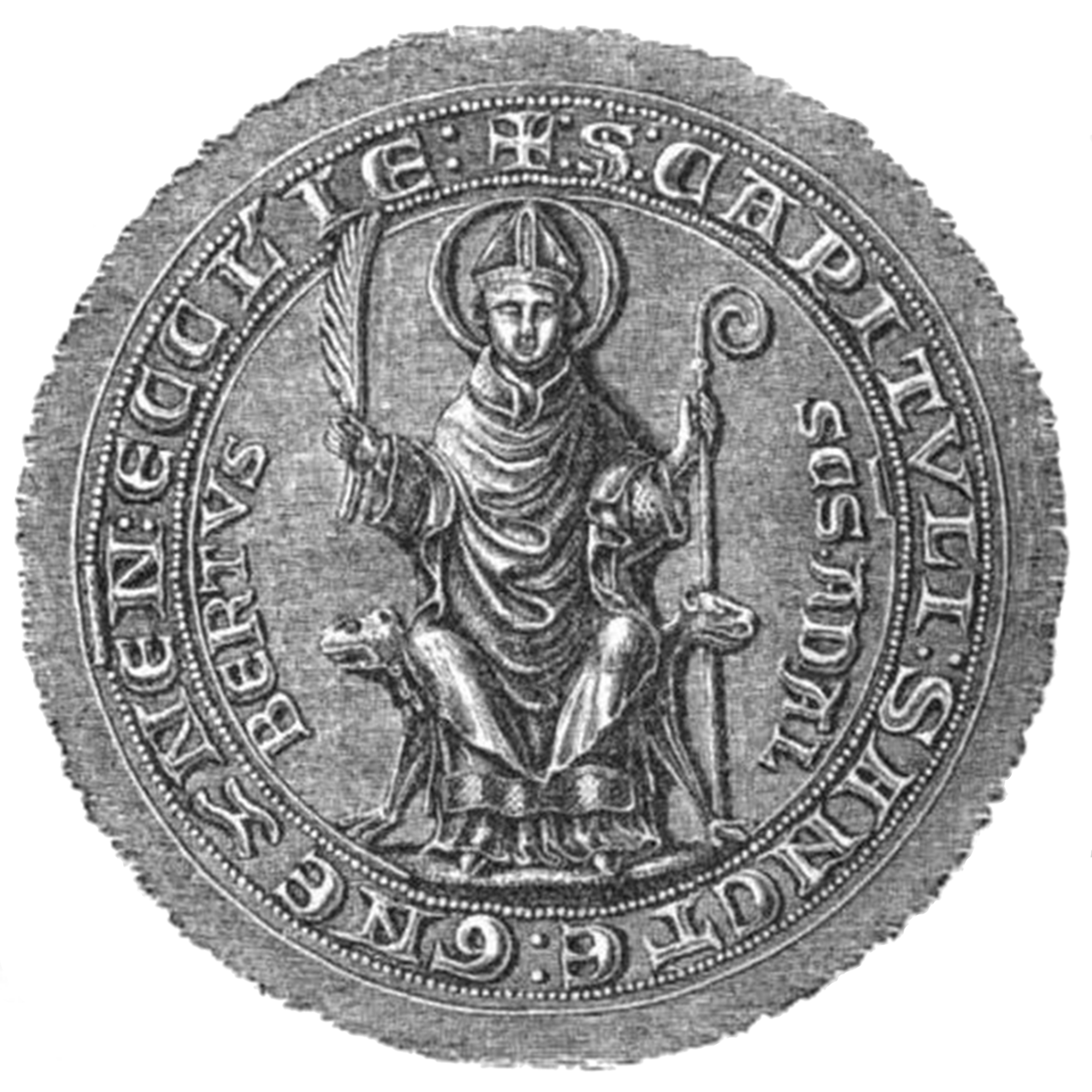
Siegel des Gnesener Domkapitels mit der inneren Inschrift S(an)c(tu)s ADALBERTUS

Urban Thelen (* 22. April 1915 in Winden, Gemeinde Kreuzau; † Mai 2008 in Drove; begraben am 22. Juni 2008 in Winden) war ein Küster, Organist und Chorleiter in seinem Heimatort.
Thelen ist nicht nur in Winden, sondern auch in Polen bekannt. Dort genießt er Wertschätzung, weil er während des Zweiten Weltkrieges die Reliquien des Heiligen Adalbert von Gnesen, einer bedeutenden Figur in der Gründungsphase Polens als Staat, vor der Zerstörung durch die Nationalsozialisten rettete.

## Leben und Wirken
Nach dem Besuch der Handelsschule wurde Thelen zum Arbeitsdienst berufen und kam anschließend zur Wehrmacht, wo er in Wehrdienstämtern arbeitete. Nach Beginn des Zweiten Weltkriegs wurde er zum Leiter des Büros für Aufklärung und militärische Unterstützung in Inowrocław (Polen) ernannt. Er war auch mit Paul Mattausch befreundet, dem Seelsorger der deutschen Ostsiedler in der Stadt.
Als deutscher Soldat in Polen erhielt Feldwebel Thelen seinen wohl gefährlichsten Auftrag: Der Kardinal von Breslau Adolf Bertram hatte die Nachricht von der geplanten Zerstörung der Kathedrale zu Gnesen, der Metropolitankirche für ganz Polen und damit eines  Nationalheiligtum erhalten. Es drohten auch die Zerstörung von Reliquien des heiligen Adalbert und die Entweihung vom Leib Christi. Auf der Suche nach einem vertrauenswürdigen Mann nahm der gewarnte Gnesener Generalvikar Eduard van Bleriq Kontakt mit Pater Mattausch in Inowrocław auf. Im Juli 1941 fuhr Urban Thelen in seiner Wehrmachtsuniform mit dem Zug nach Gnesen und holte den in Packpapier eingeschlagenen kleinen Reliquien-Schrein ab. Im Abteil, erzählte er später scherzhaft, hätte sich niemand zu setzen gewagt: „Es war wohl die Aura des Heiligen“. Die Reliquie wurde in Inowrocław an Mattausch übergeben und überstand die Kriegswirren eingemauert im Sakristeiboden der St.-Nikolaus-Kirche. 1992 wurde ein kleines Stück zum neuen Altar in St. Mariä Empfängnis nach Kleve gebracht.
Erst nach dem Krieg konnte Thelen seinen Wunsch erfüllen und eine Musikschule besuchen. Er wurde anschließend Organist in der Marienkirche in Düren und leitete dort den Kirchenchor.
Die Geschichte der Rettung der Reliquie verschwieg Thelen Jahrzehnte lang und erzählte sie erst 1980 seinen Freunden. 1997 wurden Medien informiert. Thelen wurde daraufhin vom Erzbischof Henryk Muszyński nach Gnesen eingeladen und erhielt den Ehrentitel „Verdient für das Erzbistum Gnesen“. Er starb im Alter von 93 Jahren in Drove.

## Rezeption
Das Kreuzauer Unternehmen Badewannenfabrik Hoesch Design GmbH, einer der größten Badewannenhersteller Europas, gerettet 2005 vor der Insolvenz durch Wieslaw Podraza, gehört heute einer polnischen Unternehmensgruppe mit Sitz in Gnesen. Podraza stiftete eine Gedenktafel, mit der Urban Thelen als ein Mensch gewürdigt wurde, den „eine besondere Haltung auszeichnet und der nicht in Vergessenheit geraten darf“.
Am 17. März 2016 fand in Polen die Uraufführung des Dokumentarfilms „Der Kurier des Kardinals“ von Andrzej Machnowski statt, der die Geschichte von Urban Thelen thematisiert.

## Ehrungen
- Bundesverdienstkreuz, verliehen durch den damaligen Bundespräsidenten Roman Herzog
- Gedenkstein in Winden, enthüllt am 6. September 2019, an der Lehrer-Mainz-Straße, sozusagen im Schatten des Geburtshauses von Urban Thelen
- Verleihung des Ehrentitels Verdient für das Erzbistum Gnesen